# Temple C (Selinunt)
El Temple C (en toscà: Tempio C) de Selinunt, Trapani (Sicília), és un temple grec d'estil dòric. Fou un dels temples més antics de Selinunt i probablement es va construir sobre l'acròpoli poc després de mitjan segle vi abans de la nostra era, tot i que la datació n'és controvertida. El temple es va estudiar en el segle XIX i començament del segle XX i, més tard, al 1929, les restes d'un llarg tram de la columnata nord van rebre anastilosi (reconstrucció utilitzant el material originari). Després d'una restauració que va durar dotze anys, el 2011 la columnata fou alliberada de la bastida i es va fer visible una altra vegada.

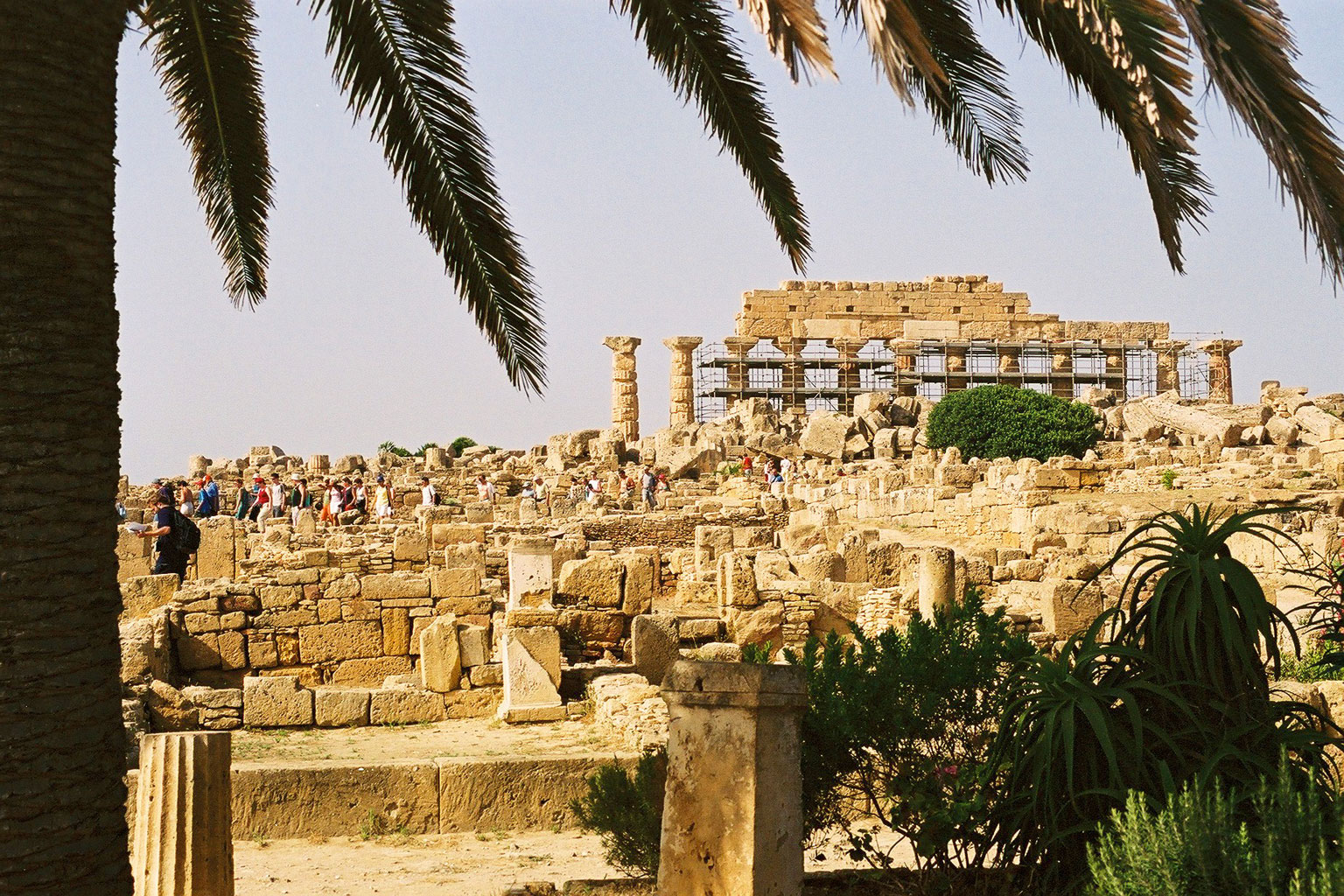
El temple sobre els seus fonaments

El temple C es va utilitzar possiblement com a arxiu (se n'han recuperat centenars de segells) i estava dedicat a Apol·lo, com ho demostra una inscripció, i no pas a Hèracles. Tot i que, en no haver-hi certesa de la deïtat a qui estava dedicat, l'edifici es coneix tradicionalment en arqueologia pel seu nom alfabètic.

## Història
Es va construir durant l'època arcaica, en la primera meitat del segle vi ae. Pel que sembla, el temple fou destruït en un terratrèmol del 400 ae, tot i que els cartaginesos ja havien destruït la ciutat en el 409 ae i el 250 ae.
El van excavar el 1823 els arquitectes britànics Samuel Angell i William Harris. Catorze de les columnes del costat llarg nord les restauraren entre el 1925 i el 1926. Les ruïnes van sofrir danys en el terratrèmol del 1968.

## Descripció
Estava situat en l'acròpoli de Selinunt, a la zona alta de la ciutat. Era el més gran dels temples de l'acròpoli, al punt més alt del turó.
Tot i que mostra aspectes arcaïtzants, imita els models de la Grècia continental (com el Temple d'Apol·lo de Corint) en el període en què els cànons que caracteritzarien les proporcions del temple dòric s'estaven consolidant. L'edifici té un peristil envoltant el naos amb sis columnes al front, i dèsset als costats llargs, que fan una planta molt allargada, lluny de la proporció canònica 1:2, però igual a la d'altres temples antics, com ara el Temple d'Hera d'Olímpia. Un tram de vuit esglaons n'ocupa la part de davant i la resta del crepidoma té quatre esglaons, com el temple de Corint, és a dir, tots dos segueixen una regla que persisteix a Sicília.
La grandària de l'estilòbat n'és d'uns 24 m × 63,7 m. El pronaos té dues fileres de columnes, sense estar col·locades en relació amb les proporcions del naos. L'opistòdom (o àditon) esdevingué un espai buit rere del naos, com és comú en els temples dòrics de la Magna Grècia. Tenia sis columnes als costats curts i 17 als llargs. Eren molt esveltes (8,65 m d'alçada) i l'intercolumni era ample en la façana, però als laterals es contragué a una dimensió més apropiada. Els diàmetres de les columnes varien prou, seguint un patró flexible amb poca consideració per les regles de l'ordre dòric, que ja eren estrictes a la Grècia continental.
El frontó era excepcionalment alt, amb una cornisa de dues fileres de blocs de pedra, amb terracotes pintades de molts colors, algunes de les quals es conserven en el Museu Arqueològic Antonio Salines, amb algunes mètopes notables del fris.
Hi havia dos altars adossats al temple, un de més antic al costat sud-est i un altre de més recent a la banda de l'est.

## Decoració escultòrica
Les deu mètopes de la façana estaven esculpides en alt relleu i emmarcades a la part superior i inferior per lloses blanques que feien destacar el relleu de l'escultura. Les mètopes se separaven per tríglifs que sobreeixien molt del pla vertical de les mètopes. Tres mètopes ens han pervingut íntegrament: una vista frontal d'una quadriga impulsada per Hèlios, Perseu decapitant a Medusa mentre Atena els observa, i Hèracles transportant a collibè els cercops capturats. Al bell mig del timpà hi havia una màscara d'una gòrgona de terracota.

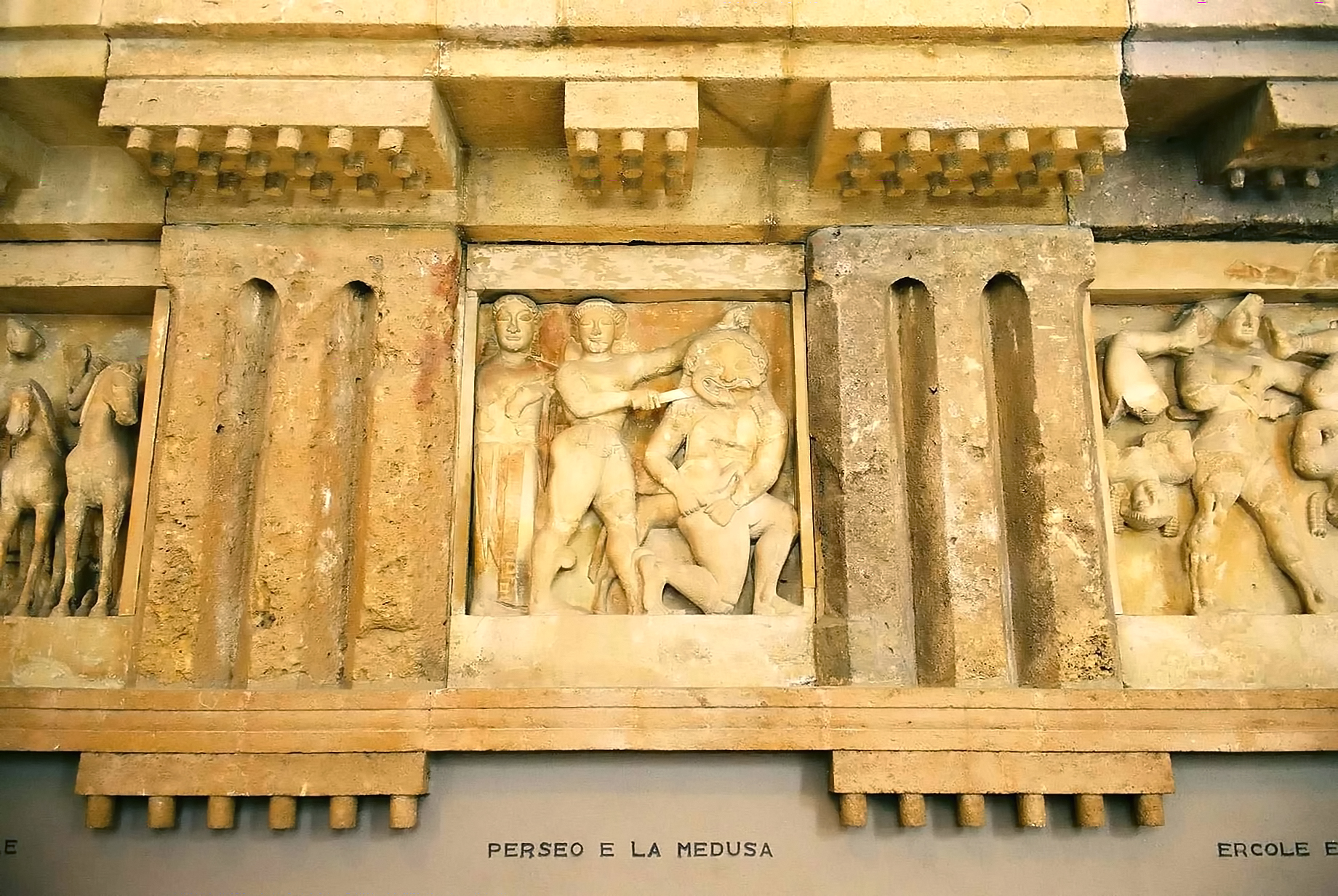
Les mètopes del Temple C, Museu Arqueològic de Palerm
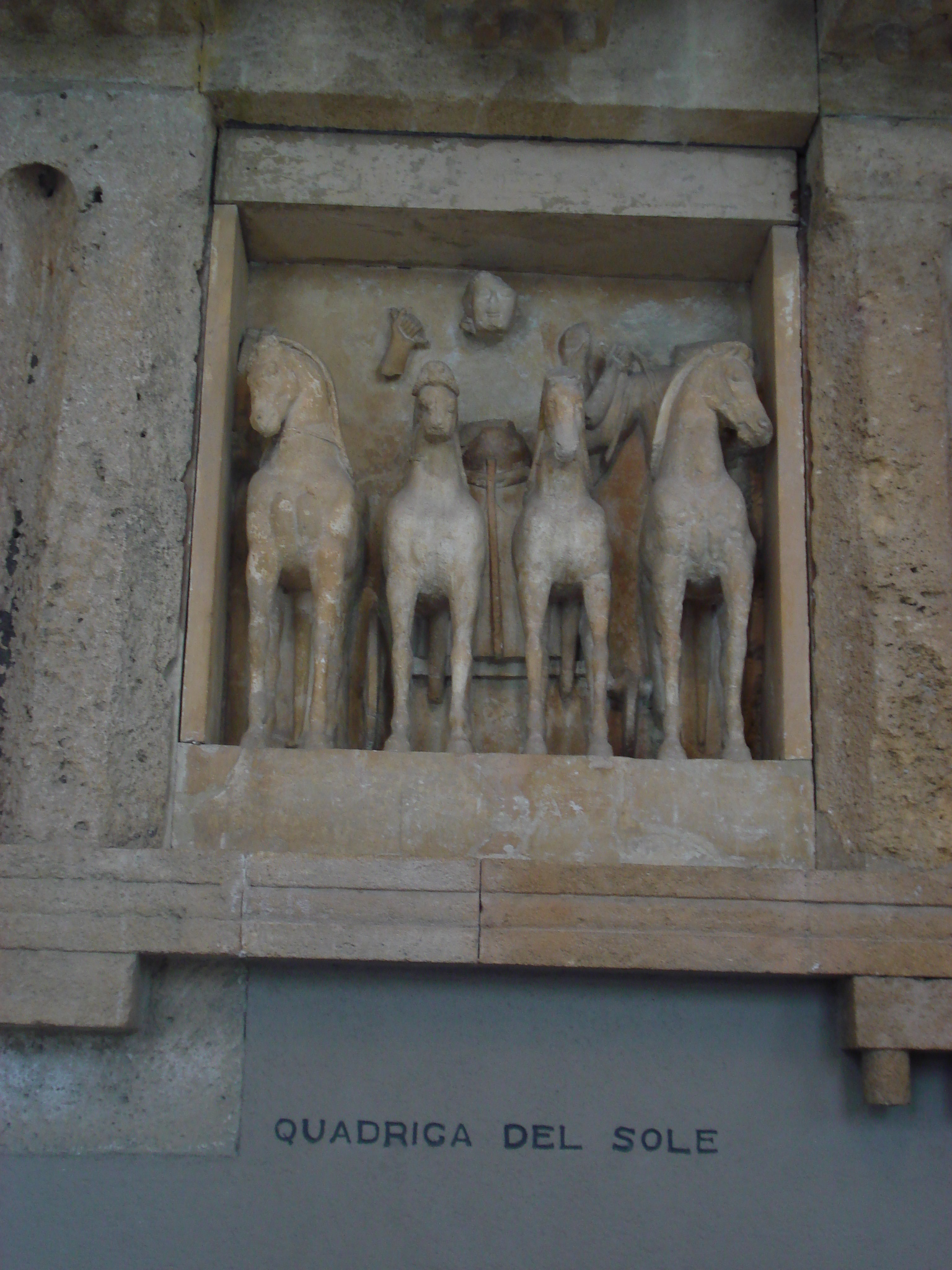
Mètopa amb la quadriga d'Hèlios
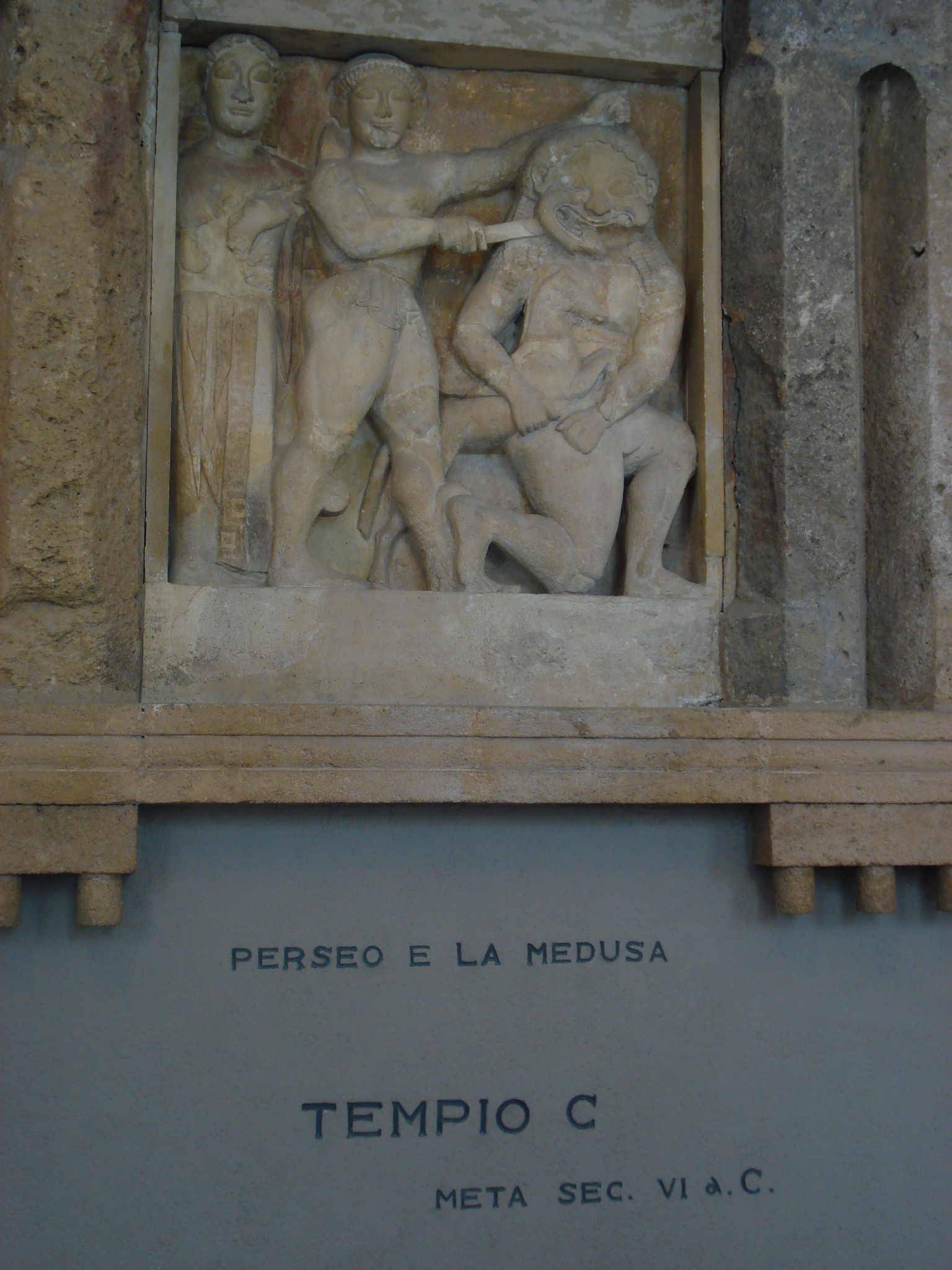
Mètopa amb Perseu i Medusa
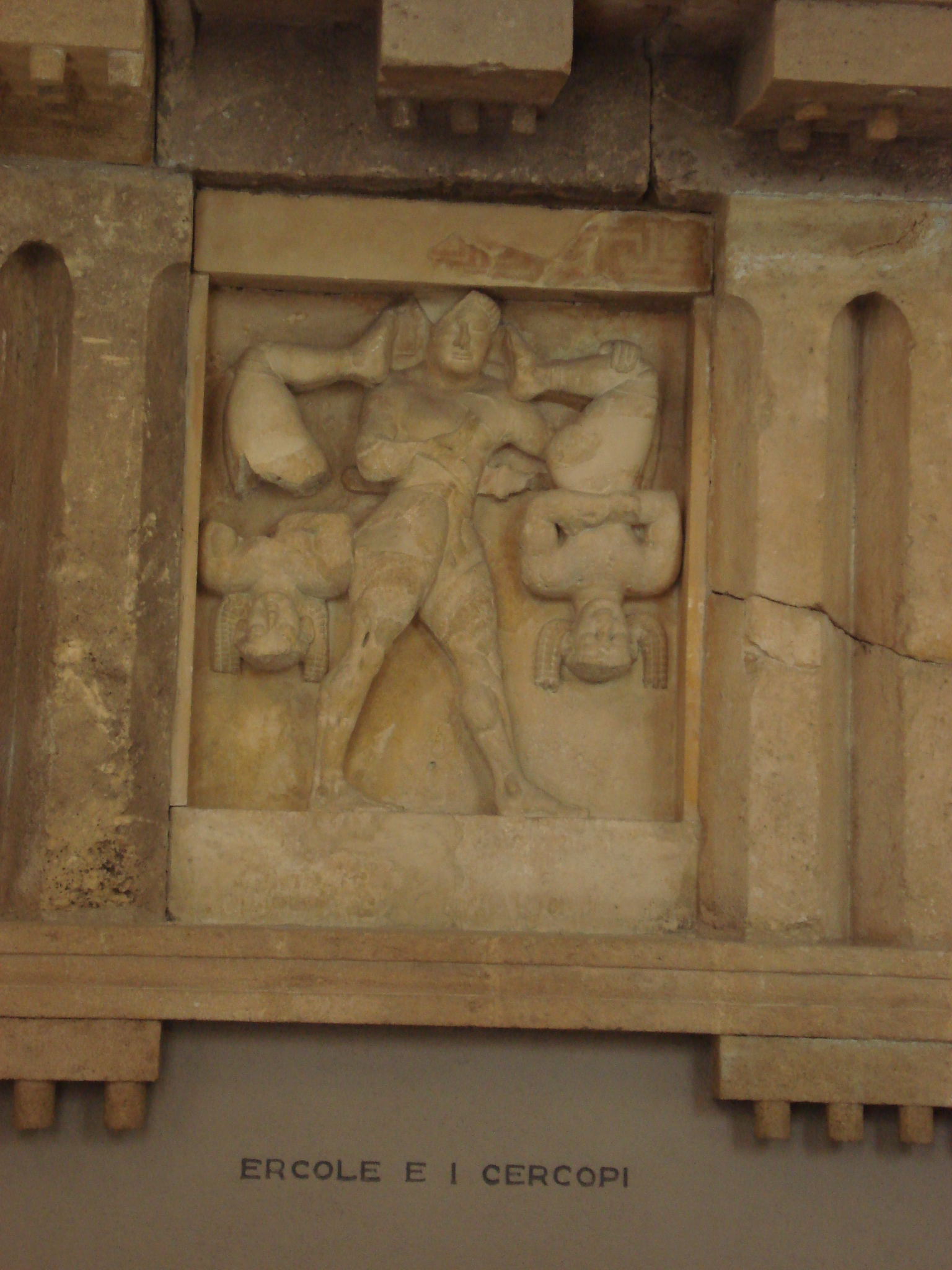
Mètopa amb Hèracles i els cercops